# Nankinellinae
Nankinellinae es una subfamilia de foraminíferos bentónicos de la familia Pseudoendothyridae cuyos taxones han sido tradicionalmente incluidos en la Familia Staffellidae, de la superfamilia Fusulinoidea, del suborden Fusulinina y del orden Fusulinida. Su rango cronoestratigráfico abarca desde el Viseense (Carbonífero inferior) hasta el Changhsingiense (Pérmico superior).

## Discusión
Clasificaciones más recientes incluyen Pseudoendothyrinae en la subclase Fusulinana de la clase Fusulinata. Otras clasificaciones incluyen Pseudoendothyrinae en la superfamilia Staffelloidea.

## Clasificación
Nankinellinae incluye a los siguientes géneros:
- Nankinella †
- Reitlingerina †